# Velká cena Framaru
Velká cena Farmaru je pražský závod dráhových cyklistů, je pořádán každoročně s výjimkou několika let.
V roce 1938 František Martínek založil tradici nového cyklistického závodu nesoucího jméno Framar. Stal se z něj nejstarší sprintérský závod na dráze (po Velké ceně Paříže).
Sám zakladatel závodu byl velkým sportovcem, pěstoval atletiku a cyklistiku. Prvním byl atletický běh na 800 m, dvakrát na této trati dokonce oblékl reprezentační trikot. Po absolvování vojenské základní službě vyměnil atletickou dráhu za cyklistiku. Pětkrát vyhrál domácí šampionát na dráze i silnici, při světovém šampionátu skončil dvakrát na čtvrtém místě. V pozdějších letech se uplatnil jako trenér a masér předních československých cyklistů.

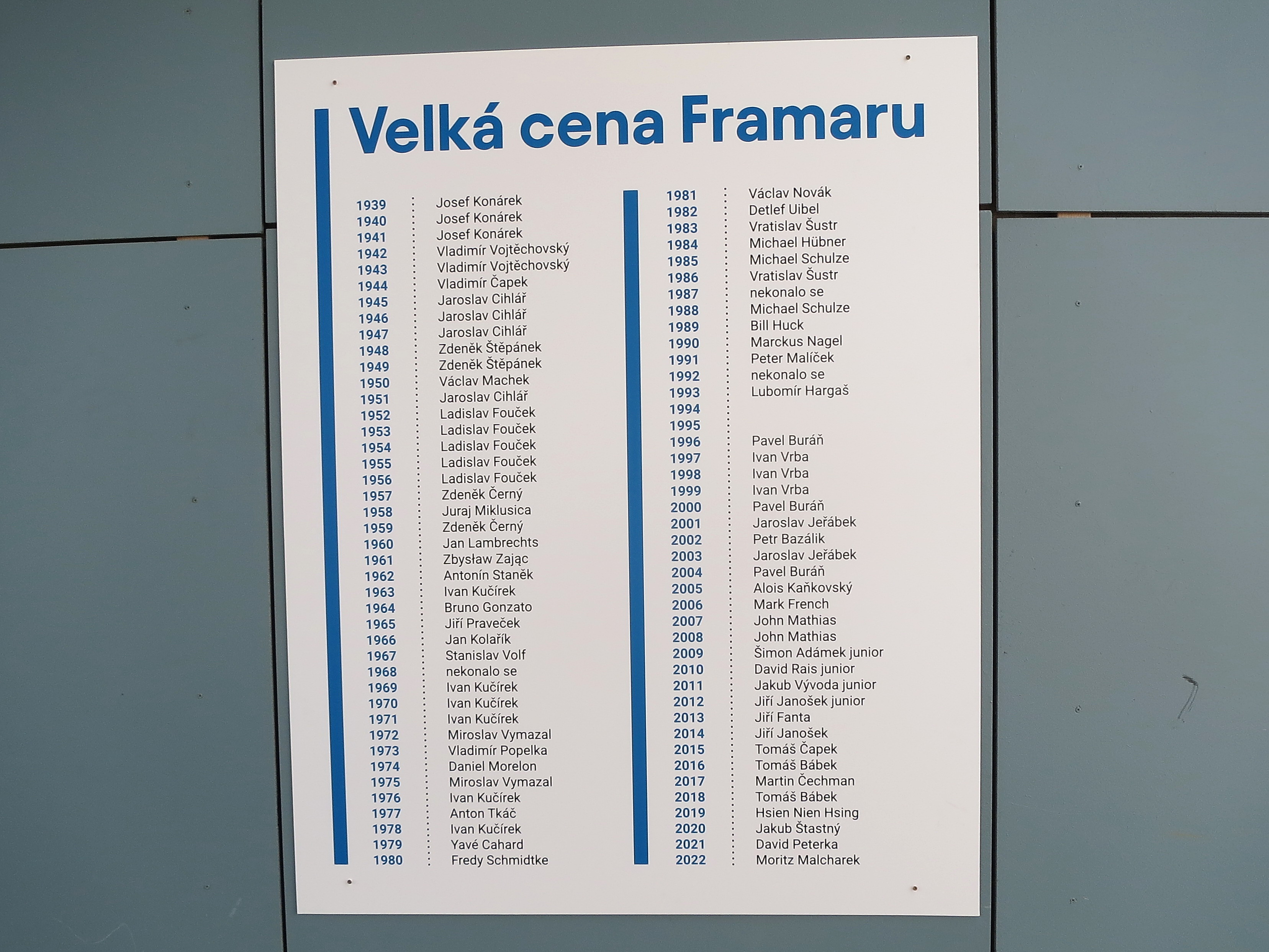
Vítězové závodu – panel na velodromu TJ KOVO Praha na Třebešíně

Od roku 1941 se Velká cena Framaru jezdí na velodromu Třebešín v Praze Strašnicích. Díky sponzorství firmy Framar a dalších cyklistických nadšenců a sponzorů je zachována tradice toho závodu, a tedy i odkaz jejího zakladatele. Od roku 2000 byl závod zapsán mezi 10 Velkých cen sprinterů světového kalendáře mezinárodní cyklistické unie. Jeho 81. ročník, který se konal ve dnech 12. a 13. května 2023, byl zařazený do nejvyšší kategorie UCI  – UCI Class 1.

## Ročníky a vítězové

### Ročník 2024
Již 82. ročník Velké ceny Framar se koná 10.-12. května 2024 v Praze na velodromu Třebešín ve Strašnicích. V neděli 12. 5. 2024 jsou vrcholem víkendu sprinty. 
Součástí víkendového závodu je bohatý doprovodný program pro děti i dospělé! Těšit se můžete na závody dětí a dráhové závody Masters, stánky s občerstvením a zábavou pro děti.

#### Program závodů
Začátek v 9:00 a mezi hlavní sprinty jsou vložené závody omium a scratch.
9:00 Rozjížďky
11:00 Začátek sprintů
cca 17:00 Konec sprintů
Vložené závody:
11:30 Masters omnium
12:00 Omnium a scratch
13:00 Omnium
13:30 Masters omnium
14:50 Omnium
16:30 Omnium
18:00 Konec závodů
Časy závodů jsou orientační a mohou se měnit v závislosti na průběhu závodů.

### Ročník 2023
Ve dnech 12. až 13. 5. 2023 se v Praze na Velodromu na Třebešíně konal již 81. ročník Velké ceny Framaru! Účastnilo se ho na 200 dráhařů z dvaceti zemí. Podnik byl poprvé zařazen do kategorie UCI C1. Závod sprinterů vyhrál ital Mattia Pedromo, český reprezentant Martin Čechman získal bronz. Za ženy zvítězila polka Marlena Karwacká, Natálie MIkšaníková byla sedmá. Scratch a bodovací závod vyhrál polský jezdec Filip Prokopyszyn, Štěpán Široký byl sedmý a Adam Křenek čtrnáctý. Ukrajinka Tetjana Jaščenková ovládla ženský scratch a bodovací závod australanka Georgia Baker, v obou se umístila naše závodnice Bártová (9. a 10. místo). Italka Miriam Vece vyhrála keirin žen, za Česko byla šestá Natálie Mikšaníková. Keirin mužů vyhrál za Polsko Patryk Rajkowski, náš Dominik Topinka skončil desátý. Omnium vyhrála australanka Georgia Baker a Petra Ševčíková získala krásné stříbro 

### Předchozí ročníky
Na start se za dobu pořádání závodu postavilo a do listiny vítězů Framaru zapsalo mnoho předních závodníků z 22 zemí včetně pěti domácích Králů cyklistiky: mistra světa a olympijského vítěze Antona Tkáče, mistra světa v tandemu Miroslava Vymazala, mistra Evropy Pavla Buráně, mistra světa Aloise Kaňkovského a olympionika Tomáše Bábka.
- 1939 Josef Konarek  Československo
- 1940 Josef Konarek (2)  Československo
- 1941 Josef Konarek (3)  Československo
- 1942 Vladimír Vojtěchovský  Československo
- 1943 Vladimír Vojtěchovský (2)  Československo
- 1944 Vladimír Čapek  Československo
- 1945 Jaroslav Cihlář  Československo
- 1946 Jaroslav Cihlář (2)  Československo
- 1947 Jaroslav Cihlář (3)  Československo
- 1948 Zdeněk Štěpánek  Československo
- 1949 Zdeněk Štěpánek (2)  Československo
- 1950 Václav Machek  Československo
- 1951 Jaroslav Cihlář (4)  Československo
- 1952 Ladislav Fouček  Československo
- 1953 Ladislav Fouček (2)  Československo
- 1954 Ladislav Fouček (3)  Československo
- 1955 Ladislav Fouček (4)  Československo
- 1956 Ladislav Fouček (5)  Československo
- 1957 Zdeněk Černý  Československo
- 1958 Juraj Miklusica  Československo
- 1959 Zdeněk Černý (2)  Československo
- 1960 Jan Lambrechts  Belgie
- 1961 Zbysław Zając  Polsko
- 1962 Antonín Staněk  Československo
- 1963 Ivan Kučírek  Československo
- 1964 Bruno Gonzato  Itálie
- 1965 Jiří Praveček  Československo
- 1966 Jan Kolařík  Československo
- 1967 Stanislav Volf  Československo
- 1968 nekonalo se
- 1969 Ivan Kučírek (2)  Československo
- 1970 Ivan Kučírek (3)  Československo
- 1971 Ivan Kučírek (4)  Československo
- 1972 Miroslav Vymazal  Československo
- 1973 Vladimir Popelka  Československo
- 1974 Daniel Morelon  Francie
- 1975 Miroslav Vymazal (2)  Československo
- 1976 Ivan Kučírek (5)  Československo
- 1977 Anton Tkáč  Československo
- 1978 Ivan Kučírek (6)  Československo
- 1979 Yavé Cahard  Francie
- 1980 Fredy Schmidtke  Německo
- 1981 Václav Novák  Československo
- 1982 Detlef Uibel  Východní Německo
- 1983 Vratislav Šustr  Československo
- 1984 Michael Hübner  Východní Německo
- 1985 Michael Schulze  Východní Německo
- 1986 Vratislav Šustr (2)  Československo
- 1987 nekonalo se
- 1988 Michael Schulze (2)  Východní Německo
- 1989 Bill Huck  Východní Německo
- 1990 Marcus Nagel
- 1991 Petr Malíček
- 1992 nekonalo se
- 1993 Lubomír Hargaš
- 1994 a 1995 vítěz není znám
- 1996 Pavel Buráň  Česko
- 1997 Ivan Vrba
- 1998 Ivan Vrba (2)
- 1999 Ivan Vrba (3)
- 2000 Pavel Buráň  Česko
- 2001 Jaroslav Jeřábek  Česko
- 2002 Petr Bazálik
- 2003 Jaroslav Jeřábek  Česko
- 2004 Pavel Buráň  Česko
- 2005 Alois Kaňkovský  Česko
- 2006 Mark French  Austrálie
- 2007 Matthias John  Německo
- 2008 Matthias John  Německo
- 2009 Šimon Adámek junior
- 2010 David Rais junior
- 2011 Jakub Vývoda junior
- 2012 Jiří Janošek  Česko
- 2013  Jiří Fanta
- 2014 Jiří Janošek (2)  Česko
- 2015 Tomáš Čapek
- 2016 Tomáš Bábek  Česko
- 2017 Martin Čechman
- 2018 Tomáš Bábek (2)  Česko
- 2019 Nien Hsing Hsieh  Tchaj-wan
- 2020 Jakub Štastný  Česko
- 2021 David Peterka  Česko
- 2022 Moritz Malcharek  Německo